# Valettietta punctata
Valettietta punctata is een vlokreeftensoort uit de familie van de Valettiopsidae. De wetenschappelijke naam van de soort is voor het eerst geldig gepubliceerd in 1985 door Bellan-Santini.